# Резня в Завадке Мороховской
Резня в Завадке Мороховской (пол. Zbrodnie w Zawadce Morochowskiej, укр. Різанина в Завадці Морохівській) — убийства жителей украинского села Завадка Мороховска (пол. Zawadka Morochowska), совершённые подразделениями Польской народной армии 25 января, 28 марта и 13 апреля 1946 года.
23 января 1946 года оперативная группа 36-го подразделения Олеховец (80 солдат под командованием подпоручика), в ходе ведения разведки разбила отряды УПА в районе сел Морохов и Мокрое. В Завадке Мороховской подразделение столкнулось с большей группой УПА и вынуждено был отступить. На поле боя остались две телеги и два 82-мм миномёта. Попытка вернуть оружие на следующий день потерпела неудачу, в ходе боевых действий часть села была сожжена, а отряды УПА отступили.

## События 25 января 1946
25 января в Завадку Мороховскую вошёл отряд Польской народной армии в составе 120 солдат, которые сожгли деревню и убили десятки людей, включая женщин и детей. Командовал нападением на деревню подполковник Станислав Плуто. Это было сделано несмотря на то, что никто из жителей села не был членом УПА. Солдаты 3-го батальона 34-го полка, захваченные позднее бойцами УПА, показали, что виноват в преступлении 2-й батальон 34-го полка 8-й пехотной дивизии. Их объяснения были опубликованы в брошюре ОУН «Кровавым путём сталинской демократии», изданной в 1946 году на польском языке. Одна из жертв нападения, Катерина Томаш, перед смертью успела сообщить прибывшим боевикам УПА, что вместе с польскими солдатами она также видела поляков — жителей села Небещаны.
Число убитых 25 января в Завадке Мороховской не было чётко установлено. В брошюре УПА указано, что жертв было около 70, но перечислены имена 56 убитых. В других источников приводятся также цифры 64, 68 или 78 убитых. Преступление было совершенно ужасающим способом, жертвы перед смертью подверглись пыткам.
28 марта 1946 года в село вновь прибыло подразделение 34-го пехотного полка, часть местных жителей разбежались, остальные были собраны возле здания школы. В этот день были расстреляны 11 мужчин и сожжены несколько домов.
Большинство жертв были похоронены в братской могиле на кладбище в Завадке Мороховской, лишь некоторые из них похоронены в семейных могилах.

## Дальнейшие события
30 апреля 1946 года польские войска оцепили деревню, и оставшиеся жители были отправлены на железнодорожную станцию для отправки в СССР.